# Гай Белиций Флак Торкват Тебаниан
Гай Белиций Флак Торкват Тебаниан (на латински: Gaius Bellicius Flaccus Torquatus Tebanianus) е сенатор на Римската империя през 2 век.
Произлиза от Виен в Нарбонска Галия. Син е на Гай Белиций Наталис Тебаниан (суфектконсул 87 г.) и Ария Калпурния. Брат е на Белиций Тебаниан (суфектконсул 118 г.).
През 124 г. Тебаниан е консул заедно с Маний Ацилий Глабрион.
Тебаниан е баща на Гай Белиций Калпурний Торкват (консул 148 г.) и Гай Белиций Торкват (консул 143 г.).